# Астанін В'ячеслав Валентинович
В'ячесла́в Валенти́нович Астанін (нар. 7 червня 1946, м. Орєхово-Зуєво Моск. обл.) — відомий український вчений в галузі механіки. Доктор технічних наук (1991), професор (1995). Заслужений діяч науки і техніки України (2017). Закін. Ташкент. держ. ун-т (1969). Працював в Ін-ті проблем міцності АНУ: ст. інж. (1971– 78), м. н. с. (1978–80), ст. н. с. (1980–93). Є учнем та послідовувачем наукової школи академіка Г. С. Писаренка. З 1993 — доц., проф. Київського ін-ту залізнич. транспорту; з 2000 — проф. каф. механіки Нац. авіац. ун-ту.
Наук. дослідж. у галузі механіки деформівного твердого тіла, динаміки та міцності матеріалів і елементів заліз. конструкцій за ударної напруги. Експериментально визначив динамічні мех. характеристики різноманіт. конструкц. матеріалів в умовах ударного стиску в плоских хвилях напружень. Дослідив опір деформації металів за умов надвисоких швидкостей деформації.

## Праці
- Прочность и сжимаемость стеклопластика при ударе // Механика композит. материалов. 1984. № 4 (співавт.);
- Численно-экспериментальное исследование упругопластического взаимодействия ударника с преградой // ПП. 1987. № 11 (співавт.);
- Cone formation in targets beneath the penetrating projectile // International J. Impact Engineering. 1991. Vol. 11, № 4 (співавт.); *Прикладна механіка. Ч. 2. Опір матеріалів: Конспект лекцій. К., 1996.